# Bernard Minet
Bernard Minet, all'anagrafe Bernard Wantier (Hénin-Beaumont, 25 dicembre 1953), è un cantautore e attore francese, diventato famoso sia con il gruppo Les Musclés, sia come interprete di molte sigle di cartoni animati andati in onda sull'emittente televisiva francese Club Dorothée.

## Biografia

### Il debutto
Bernard Minet ha iniziato la sua carriera nel 1969 in vari palcoscenici della sua regione, nel Passo di Calais. Arrivò a Parigi l'anno successivo, dove entra a far parte di alcuni gruppi e dove, nel 1974, si ritrova a animare le serate degli spettacoli di danza "Mimi Pinson". Nello stesso anno riceve il primo premio per le percussioni al Conservatoire de Paris.
Negli anni successivi si moltiplicano le sue collaborazioni, tra cui Charles Aznavour, Sheila, Alain Chamfort e Thierry Le Luron, e incide primi due 45 giri con due gruppi: Whap T. Lee Whap (dei Rive Gauche, 1979) e C'est toujours pareil au soleil (degli Shaker, 1982), di cui è anche co-autore.
Ha lavorato con Dorothée, nel 1983, e con Richard Clayderman, ed è grazie a queste collaborazioni che nascerà la voglia di lavorare con il sintetizzatore, grazie al quale farà alcuni remix e collaborerà per alcune compilation nel 1990 e nel 1991.

### Les Musclés e la collaborazione con Dorothée
Nel 1987, Bernard Minet fu ospite ogni mercoledì pomeriggio nel Club Dorothée su TF1, assieme al gruppo Les Musclés, in veste di batterista e cantante come accompagnamento della presentatrice e cantante Dorothée (anche se talvolta aveva anche partecipato da solo anche prima della fondazione della band, come quando nel 1985 incise per l'emittente la sigla del cartone GoBots).
Nel 1987 incide, sotto pseudonimo di Minek, la sigla di Goldrake (intitolato Goldorak) e quella di SilverHawks sotto l'attribuzione de Les Musclés.
Nel 1988 la carriera da solista fu ufficialmente lanciata, soprattutto come interprete di sigle di cartoni animati andati in onda nel Club Dorothée, come ad esempio Juliette je t'aime (in Italia Maison Ikkoku - Cara dolce Kyoko), Jeu, set et match (Jenny la tennista), Les attaquantes (Mimì e la nazionale di pallavolo), e Le Collège fou, fou, fou (High School! Kimengumi).
I suoi più grandi successi, però, furono le sigle di Bioman (nº8 nella Top 50 nel 1988), Dis-moi Bioman (nº11 nella Top 50 nel 1989) e Les Chevaliers du Zodiaque (I cavalieri dello zodiaco in Italia) (1990) che interpreterà più volte durante le ospitate da Dorothée, nel 1988 e nel 1990.
A partire dal 1989, la carriera dei Les Musclés prende una nuova svolta quando il loro primo album, La fête au village, vende 850 000 copie e piazzandosi al numero 2 nella Top 50 in Francia.
Negli anni 90, incide anche canzoni umanitarie e ambientaliste, mentre continuerà a interpretare altre sigle come Ranma 1/2, Sailor Moon e L'école des champions (A tutto goal).
Nel 1995 inciderà, tra gli altri, anche la sigla di una sitcom francese, La Croisière foll'amour, un album di canti popolari e alcune canzoni per un album dedicato a Dragon Ball Z con Ariane Carletti.

### Il dopo Club Dorothée
Dopo il Club Dorothée, nel 1997, Bernard Minet ha registrato ancora un po' di sigle, come ad esempio Pokémon e Dragon Ball GT, per poi iniziare ad esibirsi regolarmente in molti club interpretando i suoi vecchi successi e le sigle dei cartoni animati.
Nel 2002 ha pubblicato la compilation Generazione Bioman e, dopo lo scioglimento, riunisce il gruppo nel 2007 per la compilation The retour e il singolo Nicolas et Ségolène.
Negli anni seguenti ha partecipato a molti concerti e partecipazioni tv, come negli episodi 17 e 18 della sesta stagione del telefilm Les Mystères de l'amour.
Nel febbraio 2015, Bernard Minet ha pubblicato la sua autobiografia dal titolo Ma vie en folie, che parla della sua carriera e dei suoi anni assieme a Dorothée e ai Les Musclés.

## Discografia

### Album con i Les Musclés
- 1989 : La fête au village
- 1990 : Vive la France (album)
- 1991 : Les Musclés (1991)
- 1992 : Les Musclés 92
- 1993 : Les Musclés
- 1994 : La Plaine Saint-Denis
- 1995 : La Bombe atomique
- 1996 : Faites la fête avec Les Musclés (compilation)
- 2007 : The Retour (compilation)

### Album da solista
Sotto il nome di Bernard Wantier:
- 1990 : Synthétiseur 5 - Les Plus Grands Thèmes Classiques
- 1991 : Synthesizer Greatest - The Classical Masterpieces (id.)

Sotto il nome Bernard Minet:
- 1988 : Bioman (chansons de la série TV Bioman)
- 1990 : Jolies petites filles
- 1992 : Changer tout ça
- 1994 : Il y avait
- 1994 : La compil' des génériques TV
- 1996 : Ses plus belles chansons
- 1996 : Bernard Minet chante pour les petits et les gentils
- 2002 : Génération Bioman

### Singoli principali
- 1987 : Bioman
- 1988 : Dis-moi Bioman
- 1988 : Le Noël de Bioman
- 1988 : Les Chevaliers du Zodiaque
- 1989 : Juliette je t'aime
- 1990 : La Chanson des chevaliers
- 1990 : Hey! Jolie petite fille
- 1991 : Tourterelle (in duetto con Dorothée)
- 1991 : Winspector
- 1992 : Changer tout ça (in duetto con Petits Chanteurs d'Asnières)
- 1993 : Petit tambour
- 1993 : Laissez-les vivre
- 1993 : Tout l'amour du monde
- 1994 : Toi l'avenir du monde
- 1995 : La Petite Fille de Sarajevo
- 1995 : Il y avait
- 1995 : Dragon ball et Dragon ball Z
- 1996 : Sailor Moon